# Rittergut Külmla

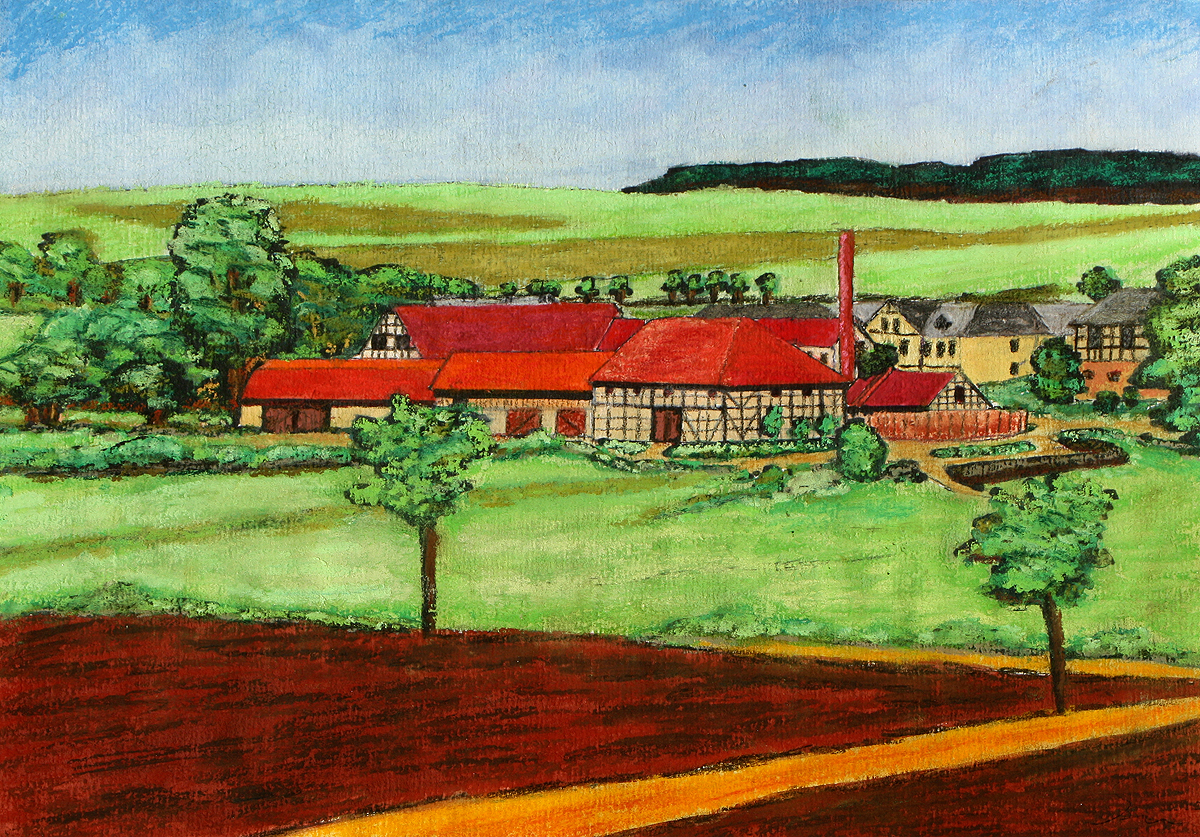
Das Rittergut Külmla in den frühen 1920ern

Das Rittergut Külmla ist eine ehemalige Gutsanlage in Külmla, ein Ortsteil von Schöndorf im Saale-Orla-Kreis.

## Geschichte

### Mittelalter
Das Rittergut wurde, genauso wie der Ort Külmla, im Jahr 1378 erstmals urkundlich erwähnt, es wird aber angenommen, dass die Ursprünge einige Jahrhunderte früher liegen und im Zusammenhang mit der burgähnlichen Befestigungsanlage stehen, deren Überreste als Schafsgraben bezeichnet werden. Das Rittergut Külmla war ab 1389 neben dem Rittergut Tausa der Sitz der Ritter Hans und Nicol von Obernitz. Ihnen waren auch die Schöndorfer Bauern gerichtlich unterstellt, denn diese Adligen besaßen zugleich die Gerichtshoheit über die umliegenden Dörfer. Diese Gerichtshoheit lässt sich im Külmlaer Wappen ablesen, das eine Justitia für ebendiesen Gerichtsstand führt. Der Amtsberg, eine Anhöhe zwischen Külmla und Tausa, weist ebenfalls auf eine Gerichtsstätte hin, auf der Gerichtsurteile vollstreckt worden sind.

### Exterritorialer Besitz
Zum Rittergut gehörten im Laufe der Zeit auch mehrere exterritoriale Besitzungen, wie die Finkenmühle zwischen Volkmannsdorf und Knau. Sie wurde nach dem Dreißigjährigen Krieg als Vorwerk des Gutes Külmla gebaut und gehörte bis 1880 zum Gut. Die Ludwigshütte, die etwa 1,2 Kilometer Saale abwärts von Ziegenrück liegt, war 1654 als Hammerwerk Lämmerschmiede dem Rittergut Külmla zugehörig, kam aber zu Beginn des 19. Jahrhunderts in den Besitz der Familie Weißker aus Schleiz.

### 17. bis 20. Jahrhundert
1644 wechselte der Besitz des Gutes von der Familie von Obernitz zu einem Herrn von Graefendorf und Feilitzsch. Im Jahre 1785 brannte das Külmlaer Rittergut mit dem alten Herrenhaus vollständig nieder. Vom Frühjahr 1815 bis 1868 gehörte das Rittergut als Kammergut dem Staat Preußen. Danach gab es mehrere Besitzer des Gutes, bis schließlich die Familie Golle aus Leubsdorf bei Triptis 1877 das Gut erwarben.
Zum Rittergut gehörte eine Schnapsbrennerei, welche sich unterhalb der Hofeinfahrt befand. Der alte Schornstein war viereckig und die Abmessungen betrugen ca. 2 mal 2 Meter. Gebrannt wurde Kornschnaps, der damals 18 Pfennige je Liter kostete. Da aber nach 1870 die Schnapssteuer eingeführt wurde und sich der Preis auf 22 Pfennige je Liter erhöhte, wäre die Brennerei nicht mehr rentabel gewesen und wurde stillgelegt. Ebenfalls zum Gut gehörten drei Arbeiterhäuser auf der Gegenüber liegende Straßenseite und ein etwa 100 mal 50 Meter großer Gutsgarten, der auf der Seite des Rittergutes in Richtung Ziegenrück lag.

### Nach dem Ersten Weltkrieg
Zwischen 1923 und 1928 erfolgte die Separation in Külmla. Diese wurde von Rittergutsbesitzer Leo Golle angestoßen. Für Golle war das Ziel ein Eigenjagdbezirk auf den Fluren des Gutes zu erschaffen. Dazu benötigte er 75 Hektar zusammenhängende land-, forst- oder fischereiwirtschaftliche Fläche, die er durch den Flächenaustausch der Separationen erhielt. Die Größe des Rittergutes betrug zu jener Zeit 560 Morgen, etwa 140 Hektar. Für das Rittergut bestand ein eigener Gutsbezirk Külmla, der neben der Gemeinde Külmla existierte, das bedeutet der Rittergutsbesitzer verwaltete sein Gut und die Gemeinde wählte ihren Bürgermeister. 1929 wurde der Gutsbezirk Külmla aufgelöst, wodurch Rittergutsbesitzer Golle nur noch dieselben Rechte und Pflichten hatte, wie jedes andere Gemeindemitglied.
Während des Zweiten Weltkrieges wurden auch Kriegsgefangene und Fremdarbeiter zur Arbeit auf dem Gut, aber auch auf den Bauernhöfen des Dorfes eingesetzt. Der Name Franzosenweg für einen Waldweg, den französische Kriegsgefangene mit angelegt hatten, erinnert noch heute daran.

### Nach dem Zweiten Weltkrieg
Das Rittergut wurde 1946 laut Befehl 209 des SMAD enteignet. Leo GoIIe, der letzte Besitzer, wurde aus dem Kreis Schleiz verwiesen, bald darauf starb er in Triptis. Das zum Gut gehörende Land wurde an Landarbeiter und arme Bauern aufgeteilt. genauso wie der Gutsgarten. Um den Guts-Charakter aufzubrechen wurden die langen Gebäude der Längsseiten in der Mitte geteilt, in dem man ein etwa 5 Meter breites Stück herausnahm. Außerdem wurde die große Scheune an der Südostseite des Gutes abgerissen. Im Zuge des Umbaus wurden in mehreren Gebäuden des Gutes Wohnungen für Umsiedler eingerichtet. Der größere Teil des Rittergutes wurde nach dem Krieg als Außenstelle der am 13. April 1949 gegründeten Maschinen-Ausleih-Station (MAS) Oettersdorf genutzt. 1955 wurde diese MAS in eine Maschinen-Traktoren-Station (MTS) umgewandelt. 1960 wurde die MTS aufgelöst und die Außenstelle Külmla ging in die neu gegründete LPG „Einigkeit“ Külmla über, die sich am 1. Januar 1967 mit den LPGen Tausa und Schöndorf zur LPG „Goldene Aue“ zusammenschloss. Die Gebäude des Gutes wurden als Verwaltung der LPG, als Traktoren- und Landmaschinenreparaturwerkstatt sowie als Bullenstall genutzt. Die Traktorenwerkstatt kam in den 1980er Jahren zum Kreisbetrieb für Landtechnik (KfL) Krölpa und wurde ab 1986 in die LPG Pflanzenproduktion „Ernst Thälmann“ Knau integriert.

### Gegenwart

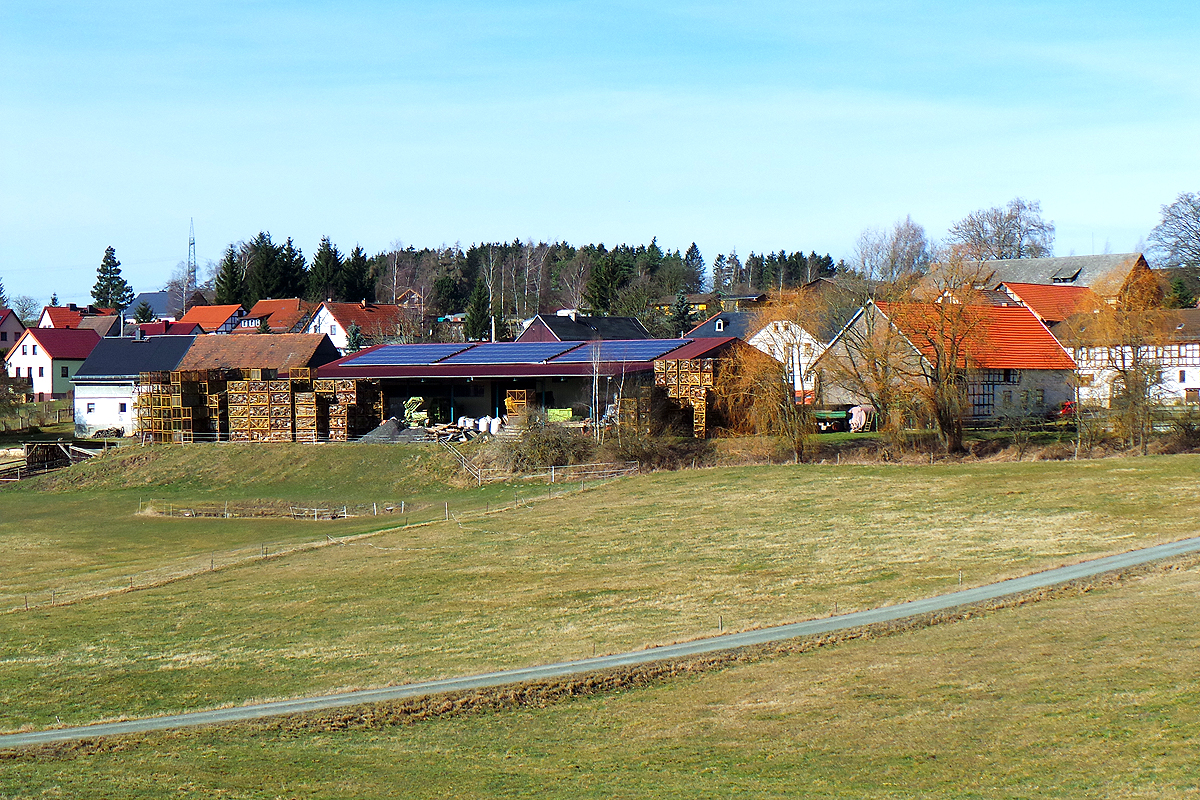
Das ehemalige Rittergut Külmla gehört heute zum Landwirtschaftsbetrieb Grau Külmla.

Nach der Wende mussten mehrere Gebäude des Gutes wegen starker Baufälligkeit abgerissen werden, das letzte im Herbst 2016. Heute gehört das ehemalige Gut der Familie Grau aus Külmla die dort einen Landwirtschaftsbetrieb betreibt.
Vom ehemaligen Gut sind heute nur noch zwei Gebäude übrig, eines davon ist die ehemalige Traktorenwerkstatt. Für den Landwirtschaftsbetrieb Grau wurde an der Stelle, wo einst der Bullenstall stand, eine moderne Halle errichtet.